# Leonding
Leonding is een gemeente in de Oostenrijkse deelstaat Opper-Oostenrijk, gelegen in het district Linz-Land (LL). De gemeente heeft ongeveer 26.900 inwoners. De plaats is onder meer bekend vanwege het feit dat Adolf Hitler er in zijn jeugd (1898-1905) heeft gewoond.

## Geografie
Leonding heeft een oppervlakte van 24,05 km². Het ligt in het oosten van de deelstaat Opper-Oostenrijk, ten westen van de stad Linz.

## Tunnels
In het stadsdeel Alharting besteedde inwoner Michael Altmann veertig jaar aan het uitgraven van twee tunnels. Aanvankelijk wilde hij alleen een koelkelder voor een te openen café, maar het werk mondde uit in een tunnelhobby. Vanaf 2013 moeten de tunnels, althans een tijd, te bezichtigen zijn geweest.
- Gemeinsame Normdatei: 4314400-7
- Library of Congress Control Number: n78050127
- Nationale Bibliotheek van Tsjechië: ge973317
- Nationale Bibliotheek van Israël: 987007545634205171
- Virtual International Authority File: 150076376
- WorldCat: E39PBJyRDKwBXmJqmgh8MjqRKd

Allhaming · Ansfelden · Asten · Eggendorf im Traunkreis · Enns · Hargelsberg · Hofkirchen im Traunkreis · Hörsching · Kematen an der Krems · Kirchberg-Thening · Kronstorf · Leonding · Neuhofen an der Krems · Niederneukirchen · Oftering · Pasching · Piberbach · Pucking · Sankt Florian · Sankt Marien · Traun · Wilhering